# ギレルモ・デル・トロの驚異の部屋
『ギレルモ・デル・トロの驚異の部屋』（原題：Guillermo del Toro's Cabinet of Curiosities、または、単に、Cabinet of Curiosities）は、ギレルモ・デル・トロがNetflix用に制作したホラーアンソロジーテレビシリーズ。
ゴシックとグラン・ギニョールの伝統を受け継ぐ8つのモダンホラー作品を収録している。2作品はデル・トロ自身が共同脚本を担当し、その他は様々な映画製作者が脚本と監督を担当している。2022年10月25日に初公開され、概ね好評を博した。

## 概要
このシリーズは「オスカー受賞経験のある映画監督が個人的に厳選した物語のコレクションで、それらは（すべてが等しく）洗練されていて、そして、同時に恐ろしいとも評されているコレクション」である。デル・トロが各エピソードを紹介している。

## 登場人物

### シーズン1
| 登場話 | 役名                             | 俳優                       | 日本語吹替     |
| ------ | -------------------------------- | -------------------------- | -------------- |
| 全話   | プレゼンター                     | ギレルモ・デル・トロ       | 遠藤純一       |
| 1      | ニック                           | ティム・ブレイク・ネルソン | 多田野曜平     |
| 1      | エディ                           | デミトリアス・グロッセ     | 白熊寛嗣       |
| 1      | ローランド                       | セバスチャン・ロッシェ     | 谷昌樹         |
| 1      | アガサ                           | マーサ・バーンズ           | 幸田直子       |
| 1      | アメリア                         |                            | 塙英子         |
| 2      | マッソン                         | デヴィッド・ヒューレット   | 魚建           |
| 2      | ドゥーリー                       | ジュリアン・リッチングス   | 青山穣         |
| 3      | ハンス                           |                            | 斉藤次郎       |
| 3      | ウィンターズ医師                 | F・マーレイ・エイブラハム  | 仲野裕         |
| 3      | クレイヴン保安官                 | グリン・ターマン           | 楠見尚己       |
| 3      | アメリア                         |                            | 塙英子         |
| 3      | ジョー・アレン                   | ルーク・ロバーツ           | 佐々木啓夫     |
| 3      | 作業員A                          |                            | 佐々木祐介     |
| 4      | ステイシー                       | ケイト・ミクーチ           | 渋谷はるか     |
| 4      | キース・チャップマン             | マーティン・スター         | 花輪英司       |
| 4      | アログロ男                       | ダン・スティーヴンス       | 前野智昭       |
| 4      | ジーナ・ケーボフ                 | カイリー・エヴァンス       | 木下紗華       |
| 4      | キャシディ                       | サブリン・ロック           | くわばらあきら |
| 4      | キャシー                         | ショーナ・マクドナルド     | 塙英子         |
| 5      | ウィリアム・サーバー             | ベン・バーンズ             | 鈴村健一       |
| 5      | リチャード・アプトン・ピックマン | クリスピン・グローヴァー   | 小原雅人       |
| 5      | レベッカ                         | オリアナ・リーマン         | 森なな子       |
| 5      | ジョー・マイノット               | シーマス・パターソン       | 遠藤純平       |
| 5      | チャールズ                       | ジェフリー・ワイノット     | 佐々木祐介     |
| 6      | ウォルター                       | ルパート・グリント         | 逢笠恵祐       |
| 6      | フランク                         | イスマエル・C・コルドバ    | 竹内栄治       |
| 6      | キザイア                         | ライズ・ジョンストン       | 定岡小百合     |
| 6      | ジェンキン                       | DJクオールズ               | 烏丸祐一       |
| 6      | マリアナ                         | テニカ・デイヴィス         | 斎賀みつき     |
| 7      | ライオネル                       | ピーター・ウェラー         | 菅生隆之       |
| 7      | ザーラ                           | ソフィア・ブテラ           | 川庄美雪       |
| 7      | ターグ                           | マイケル・テリュー         | 内田夕夜       |
| 7      | ガイ                             | スティーヴ・エイジー       | 相沢まさき     |
| 7      | ランドール                       | エリック・アンドレ         | 辻井健吾       |
| 7      | ヘクター                         | サード・シディクイ         | 前田雄         |
| 8      | ナンシー                         | エシー・デイヴィス         | 宮島依里       |
| 8      | エドガー                         | アンドリュー・リンカーン   | 田村真         |
| 8      | グリーヴス                       | グレッグ・エルワン         | 森功至         |
| 8      | ドハティ                         |                            | 中西正樹       |

## 製作

### 企画開発

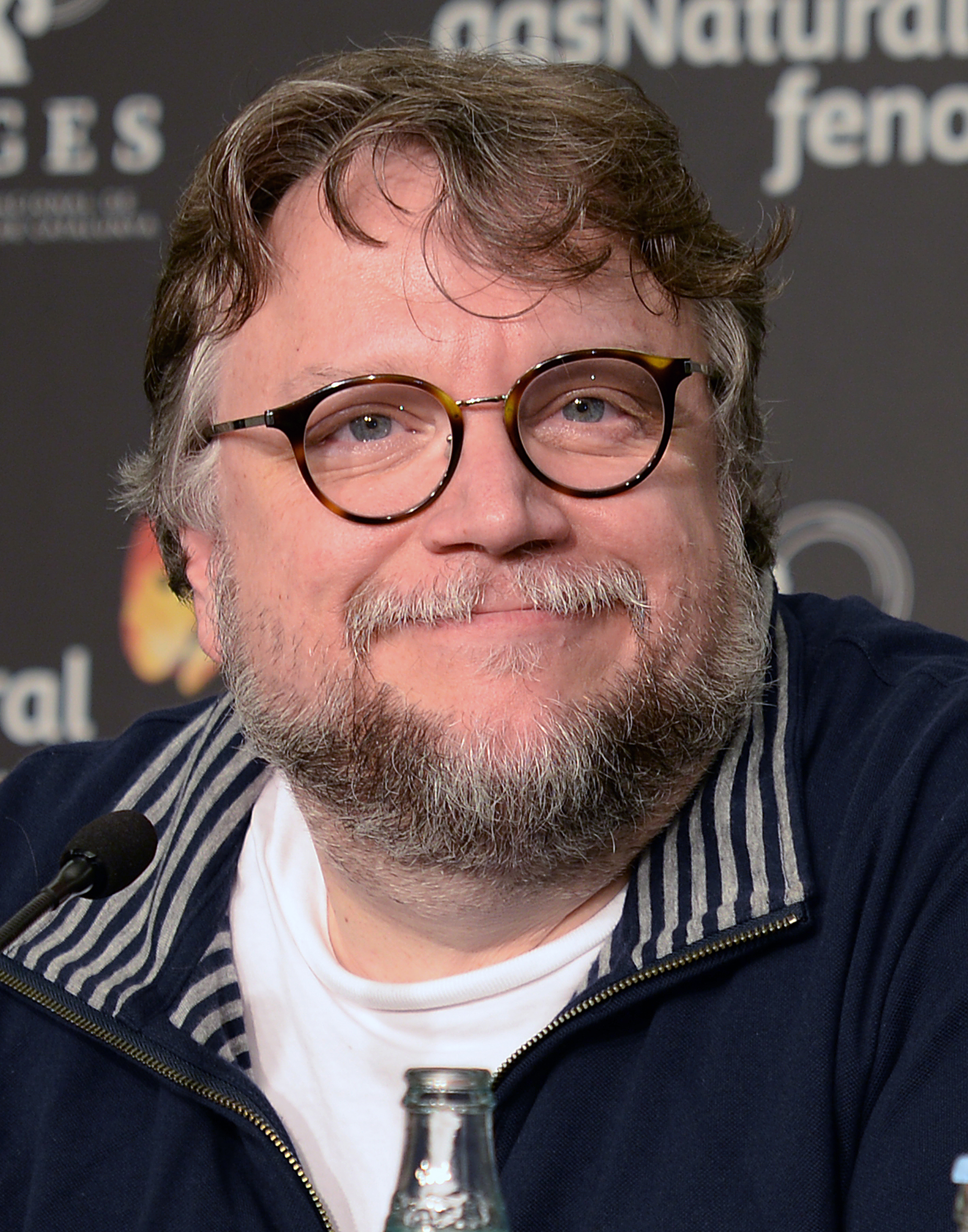
ギレルモ・デル・トロ

2018年5月14日、Netflixが本作のシリーズ化に向けたオーダーを出したことが発表された。エグゼクティブ・プロデューサーには、ギレルモ・デル・トロやJ・マイルズ・デイル、Gary Ungarが含まれる。さらに、G・デル・トロは1つのエピソードで脚本を担当し、他のエピソードに関しては指揮する脚本家や監督を厳選して指名した。
2021年9月、ハリウッド・リポーター誌は、『ババドック 暗闇の魔物』の監督であるジェニファー・ケントが、同作の主役を演じたエッシー・デイヴィスが主演するエピソードの脚本を執筆し、監督することを発表した。このシーズンは他に7本のエピソードで構成され、アナ・リリー・アミールポアーやパノス・コスマトス、キャサリン・ハードウィック、ギレルモ・ナヴァロ、David Prior、ヴィンチェンゾ・ナタリ、Keith Thomasが個別に監督し、Regina CorradoやLee Patterson、Haley Z. Boston、Mika Watkins、Aaron Stewart-Ahnといったライター陣が脚本を執筆する予定であるとされた。その後、The Hollywood Reporter誌は、このシリーズが「製作中」であると報じた。 

### 撮影
本シリーズの主要撮影は、ワーキングタイトルを『Guillermo del Toro Presents: 10 After Midnight』としたうえで、2021年6月28日に開始された。カナダのオンタリオ州トロントとハミルトンで撮影され、2022年2月16日に終了した。

## 評価
レビュー収集サイトのRotten Tomatoesによると、調査した47人の批評家のうち94％がこのシリーズに好意的な評価を与え、平均評価は7.6/10となっている。同サイトの批評では、「ホラー界の巨匠ギレルモ・デル・トロが、ベテランや有望な新人が監督した不気味な物語のコレクションにその名を貸し、監督陣はそのゴシックストーリーの宝庫にそれぞれの奇妙で興味深い装飾を加えている」と書かれている。加重平均を採用しているMetacriticでは、21人の批評家に基づき100点満点中73点を割り当て、「概ね好評である」と示した。

### 受賞歴
| 年   | 授賞式                                         | 部門 | 対象                                                                          | 結果   | Ref.   |
| ---- | ---------------------------------------------- | --- | ----------------------------------------------------------------------------- | ------ | ------ |
| 2023 | American Society of Cinematographers Awards    | Outstanding Achievement in Cinematography in Motion Picture, Miniseries, or Pilot Made for Television                | Jeremy Benning (for "The Outside")                                            | 未決定 | [ 15 ] |
| 2023 | American Society of Cinematographers Awards    | Outstanding Achievement in Cinematography in Motion Picture, Miniseries, or Pilot Made for Television                | Anastas Michos (for "The Autopsy")                                            | 未決定 | [ 15 ] |
| 2023 | Art Directors Guild Awards                     | Excellence in Production Design for a Television Movie or Limited Series                                             | Tamara Deverell                                                               | 未決定 | [ 16 ] |
| 2023 | Cinema Audio Society Awards                    | Outstanding Achievement in Sound Mixing for a Non-Theatrical Motion Pictures or Limited Series                       | Rob Beal, Paul Shubat, Michael Woroniuk (for "The Autopsy")                   | 未決定 | [ 17 ] |
| 2023 | Make-Up Artists and Hair Stylists Guild Awards | Best Special Make-Up Effects in a Television Series, Television Limited or Miniseries or Television New Media Series | Sean Sansom, Mike Hill                                                        | 未決定 | [ 18 ] |
| 2023 | Visual Effects Society Awards                  | Outstanding Effects Simulations in an Episode, Commercial, or Real-Time Project                                      | Amit Khanna, Oleg Memukhin, Mario Marengo, Josh George (for "Graveyard Rats") | 未決定 | [ 19 ] |